# Minuartia hybrida
Minuartia hybrida es una herbácea de la familia de las cariofiláceas

## Descripción
Planta anual, de 5 a 15 cm, ramificada, erecta y grácil, glandular-pubescente por arriba. Hojas lineares ensanchadas en la base. Flores blancas en cimas flojas. Pétalos más cortos que los sépalos; éstos con 3 nervios y margen papiráceo estrecho, 3-10 estambres. Cápsula de más o menos la misma laongitud que el cáliz, de estrechamente ovoidea a subcilíndrica. Semillas diminutas, comprimidas de color pardo.

## Hábitat
Lugares arenosos y secos.

## Distribución
Mediterráneo

## Sinonimia
- Alsine hybrida  (Vill.) Jord.
- Alsine laxa Jord.
- Alsine tenuifolia subsp. hybrida (Vill.) Sennen
- Alsine tenuifolia var. genuina Willk.
- Alsine tenuifolia var. hybrida (Vill.) Willk.
- Alsine tenuifolia var. laxa (Jord.) Willk.
- Alsine tenuifolia var. vaillantiana (Ser.) Guss.
- Alsine tenuifolia var. viscida Willk.
- Alsine tenuifolia (L.) Crantz
- Arenaria hybrida Vill.
- Arenaria pentandra Léon Dufour
- Arenaria tenuifolia var. hybrida (Vill.) Vill.
- Arenaria tenuifolia var. vaillantiana Ser. in DC.
- Arenaria tenuifolia L.
- Cherleria tenuifolia (L.) Samp.
- Minuartia hybrida subsp. vaillantiana (Ser.) Friedrich in Hegi
- Minuartia tenuifolia subsp. hybrida (Vill.) Mattf.
- Minuartia tenuifolia subsp. vaillantiana (Ser.) Mattf.
- Minuartia tenuifolia var. hybrida (Vill.) Briq.
- Minuartia tenuifolia var. laxa (Jord.) Schinz & R.Keller
- Minuartia tenuifolia var. vaillantiana (Ser.) Asch. & Graebn. ex Cout.
- Minuartia tenuifolia (L.) Hiern
- Sabulina hybrida (Vill.) Fourr.
- Sabulina tenuifolia (L.) Rchb.[2]